# Beryx
Beryx (Cuvier, 1829) berice (D.M.19105 del 22/09/2017 MiPAAF(*)) o berici (G.U. dell'Unione Europea del 04/06/2019 - L 145 - Decisione Delegata (UE) 2019/910 del 13/03/2019) e (G.U. della Repubblica Italiana 2ª Serie speciale - n. 59 del 01/08/2019 e G.U. della Repubblica Italiana 2ª Serie speciale - n. 24 del 25/03/2021), è un genere di pesci ossei marini appartenente alla famiglia Berycidae.

## Distribuzione e habitat
Le specie sono presenti in tutti mari e gli oceani. Sono pesci demersali che di solito si catturano a profondità di qualche centinaio di metri e fino a 1 000. Nel mar Mediterraneo è presente ma rara la specie B. decadactylus.

## Specie
- Beryx decadactylus
- Beryx mollis
- Beryx splendens[1]